# ماك سينيت
ماك سينيت (بالإنجليزية: Mack Sennett)‏ (واسمه الأصلي مايكل سينوت؛ 17 يناير 1880 – 5 نوفمبر 1960)، ممثل ومخرج ومنتج كندي أمريكي، عُرف بلقب «ملك الكوميديا».
ولد سينيت في كيبيك عام 1880، بدأ عمله في الأفلام في شركة بيوغراف في نيويورك، وافتتح فيما بعد استوديوهات كيستون في كاليفورنيا عام 1912. وكان هذا أول موقع تصوير مغلق بالكامل، كما اشتهر بابتكاره بعض أساليب الكوميديا التهريجية مثل رمي الفطائر ومطاردات السيارات، كما يظهر في أفلام شرطة كيستون. كما أنتج أيضًا أفلاما قصيرة حول «الجميلات في ثياب السباحة».
لم ينجح سينيت في الأفلام الناطقة وأعلن إفلاسه في عام 1933. حصل على جائزة الأوسكار الفخرية لمساهمته في الكوميديا.

## بدايات حياته
وُلد مايكل سينوت في أبرشية ريتشموند سانت بيبان في كيبيك، وهو من أصل أيرلندي. استقر أبواه في المنطقة فور زواجهما، وذلك قبل سنة من ولادة مايكل. عمل أبوه في الأرض ثم عمل لاحقا كمدير نزل. انتقل مايكل سينوت إلى كونيتيكت عندما كان بعمر 17 عامًا.
عاش لفترة من الوقت في نورثهامبتون، ماساتشوستس، حيث أراد في البداية أن يصبح مغني أوبرا بعد مشاهدته لعروض الفودفيل. زعم في سيرته الذاتية أن أشهر محامي في المدينة، وهو عمدة نورثهامبتون (ورئيس الولايات المتحدة في المستقبل) كالفين كوليدج، وكذلك أم سينيت، نصحوه بالعدول عن طموحاته الموسيقية.
رحل سينيت إلى مدينة نيويورك، حيث أصبح ممثلاً ومغنيا وراقصا ومهرجا ومخرجا لصالح شركة بيوغراف للأفلام. ومن أهم أعماله في تلك الفترة هو لعبه لدور شرلوك هولمز في 11 فيلما بين 1911 و 1913، وإن كانت تلك الأدوار محاكاة ساخرة.

## استوديوهات كيستون

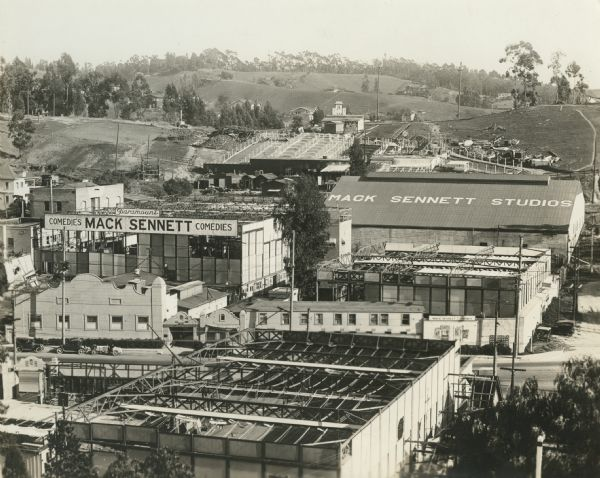
استوديوهات كيستون، حوالي العام1917

أسس مايكل «ماك» سنيت استوديوهات كيستون في إدينديل بكاليفورنيا في عام 1912 بدعم مالي من آدم كيسيل وتشارلز باومان من شركة نيويورك موشن بيكتشر، وأصبح الاستوديو الآن جزءًا من متنزه إيكو بارك. لا يزال المبنى الرئيسي الأصلي الذي كان أول موقع سينمائي مغلق بالكامل موجودا حتى اليوم. أطلق الاستوديو مسيرة العديد من الممثلين المهمين، مثل مابل نورماند وتشارلي شابلن وهاري لانغدون وروسكو آرباكل وهارولد لويد وغلوريا سوانسون وبينغ كروسبي ودبليو سي فيلدز.
اشتهرت أفلام ماك سينيت بالمطاردات الحامية ورمي الفطائر، خاصة في سلسلة كيستون كوبس. أول ممثلة كوميدية تعمل لدى سينيت كانت مابيل نورماند، والتي أصبحت نجمة في أفلامه وبدأ معها علاقة رومانسية عاصفة. في عام 1915، أصبحت استوديوهات كيستون وحدة إنتاج شبه مستقلة ضمن شركة تراينغل فيلم.

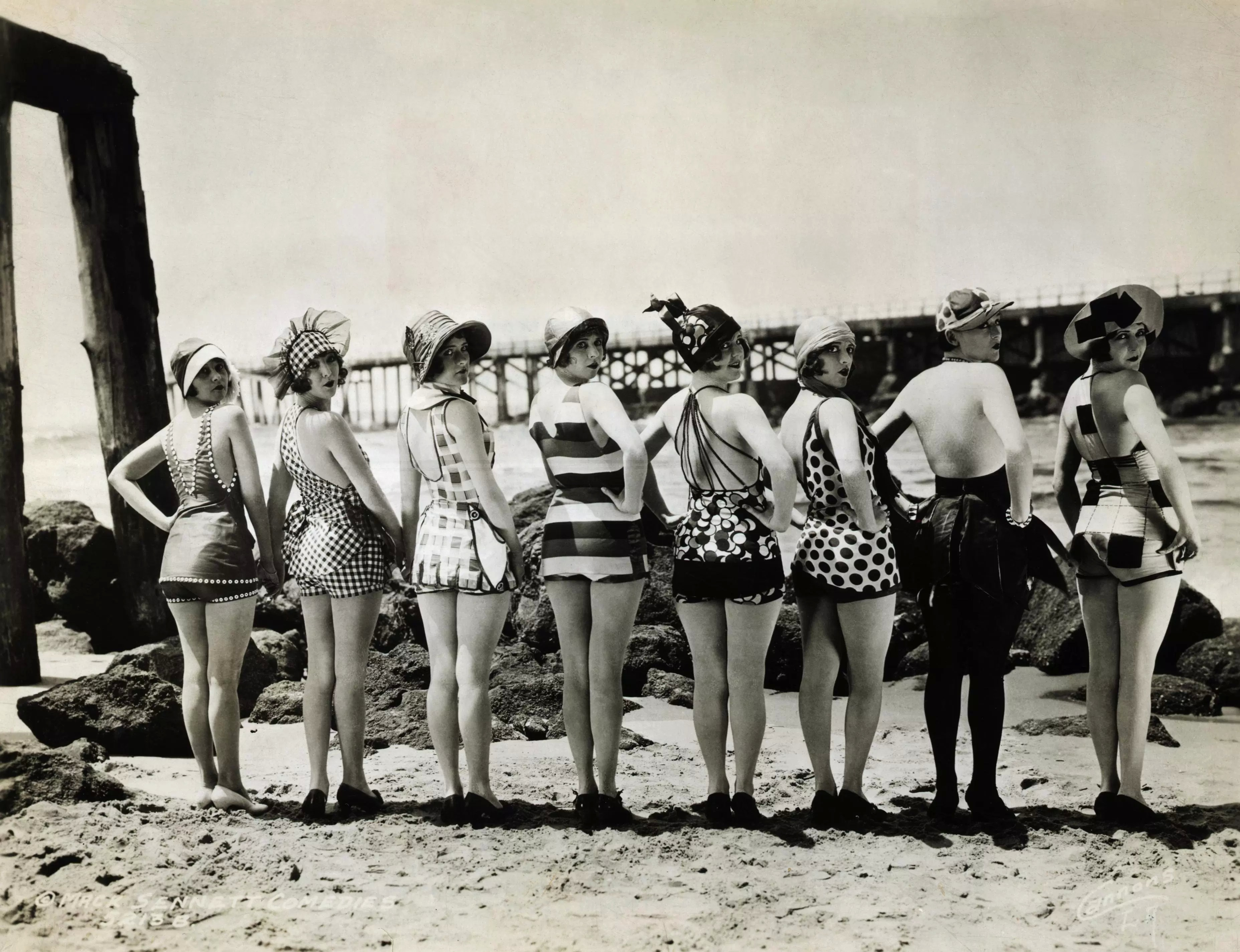
Sennett Bathing Beauties

من أشهر إنتاجات سينيت هي أفلام «الجميلات في ثياب السباحة» (Bathing Beauties)، وظهر أول فيلم في عام 1915، حيث جمع سينيت مجموعة من النساء بأزياء السباحة في الأفلام الكوميدية القصيرة، وفي المواد الترويجية، وكذلك في المناسبات مثل مسابقات الجمال على شاطئ فينيس. استمر سينيت بإنتاج هذه الأفلام حتى عام 1928.
في عام 1917، تخلى سينيت عن علامة كيستون التجارية وأنشأ شركته الخاصة «ماك سينيت كوميديز». استمر بإنتاج الأفلام القصيرة وبعض الأفلام الطويلة، وكانت إنتاجاته مطلوبة خلال العشرينيات، وضمت نجومًا مثل لويز فازيندا وبيلي بيفان وأندي كلايد.
ورثت وارنر براذرز العديد من أفلام سينيت من أوائل العشرينات. اندمجت شركة وارنر مع الموزع الأصلي، فيرست ناشيونال، وأضافت الموسيقى والتعليقات إلى العديد من هذه الأفلام القصيرة. ولكن تلفت العديد من أفلام هذه الفترة بسبب سوء التخزين.

## الانتقال إلى باثيه إكستشينج
في منتصف 1920، انتقل سينيت إلى شركة باثيه إكستشينج. حازت باثيه على حصة ضخمة من السوق، ولكنها اتخذت قرارات إدارية سيئة للشركات مثل محاولة بيع الكثير من الأفلام الكوميدية في آن واحد (بما في ذلك أفلام هال روتش، منافس سينيت الرئيسي). في عام 1927، لاحظت شركات إم جي إم وباراماونت الأرباح التي تحققها الشركات الأصغر، فاستأنفت إنتاج وتوزيع الأفلام القصيرة. وقع هار روتش مع إم جي إم، لكن سينيت بقي مع باثيه. أثرت المنافسة على باثيه، وانتقلت دور العرض المستقلة من أفلام باثيه إلى عرض أفلام إم جي إم وباراماونت.

## التجارب والجوائز والإفلاس

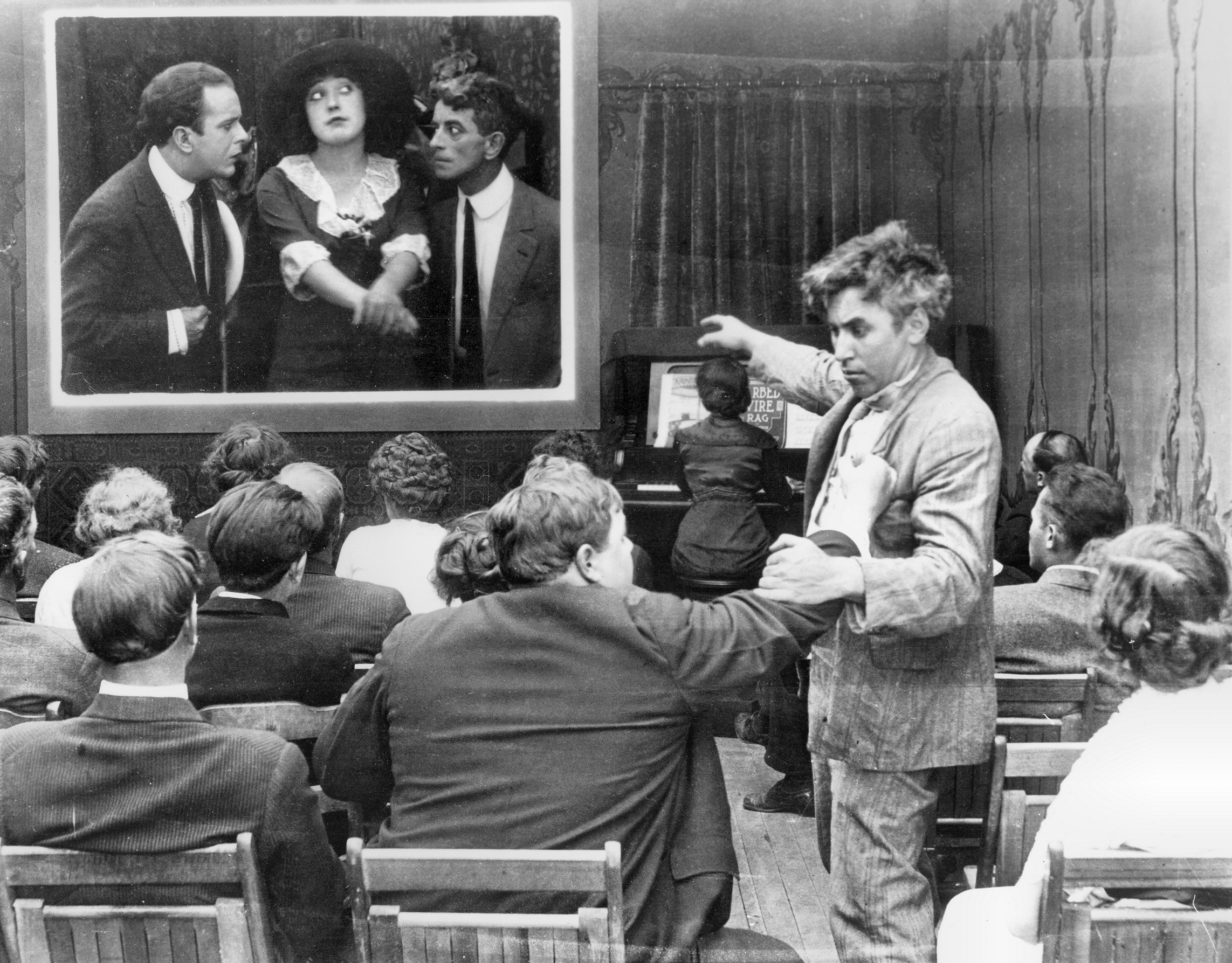
روسكو آرباكل وماك سينيت في السينما يشاهدان مابل نورمان على الشاشة في فيلم "مهنة مابل الدرامية" (1913)

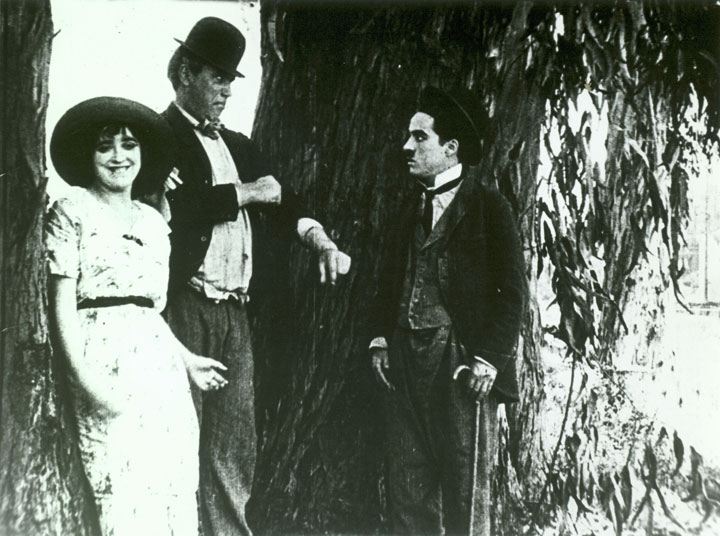
Mabel Normand, Sennett, and Charles Chaplin in The Fatal Mallet (1914)

انتقل سينيت إلى الأفلام الناطقة، وأصدرها عبر شركة إديوكيشنال بيكتشرز. جرب سينيت إصدار بعض الأفلام الملونة، كما كان أول من أصدر فيلما قصيرا ناطقا في عام 1928. في عام 1932، تم ترشيحه لجائزة الأوسكار لأفضل فيلم حي قصير عن فيلم The Loud Mouth. حصل سينيت أيضًا على جائزة الأوسكار عن فئة الكوميديا لفيلمه Wrestling Swordfish في عام 1932 أيضًا. في 25 مارس 1932، تم منحه الجنسية الأمريكية وأصبح مواطناً.
ظل سينيت متشبثا بتقنيات قديمة، ما جعل أفلامه في الثلاثينيات تبدو قديمة وغريبة. جعله هذا يعود لسوق الأفلام الطويلة مع فيلم Hypnotized، من بطولة فناني الوجه الأسود موران وماك) ومع ذلك، حقق سينيت نجاحًا كبيرًا بأفلام كوميدية قصيرة من بطولة بينغ كروزبي ودبليو سي فيلدز، وقامت شركة بارامانت بتوزيعها. لكن شركته لم تنجو من الكساد الكبير، واستمرت شراكته مع باراماونت عامًا واحدًا فقط واضطر لإعلان إفلاسه في نوفمبر 1933.
في 12 يناير 1934، أصيب سينيت في حادث سيارة في ميسا، أريزونا، وتوفي الممثل تشارلز ماك الذي كان معه في السيارة.
آخر أعماله كمخرج ومنتج في إديوكيشنال بيكتشرز كان في عام 1935، حيث أخرج فيلم The Timid Young Man من تمثيل باستر كيتون و Way Up Thar من تمثيل جوان ديفيس. تقاعد ماك سينيت في تلك السنة وهو بعمر 55 عامًا، حيث أنتج أكثر من ألف فيلم صامت وعشرات الأفلام الناطقة خلال مسيرته الفنية التي استمرت 25 عامًا. تم شراء عقار الاستوديو الخاص به عن طريق شركة ماسكوت بيكشترز، وذهب أغلب موظفيه السابقين للعمل في شركة كولومبيا.
مُنح سينيت جائزة الأوسكار الفخرية في مارس 1938 لمساهمته في مجال الكوميديا على الشاشة.

## المشاريع اللاحقة
كثرت الشائعات بأن سينيت سيعود إلى الإنتاج السينمائي، ومنها إعلان نشر عام 1938 أشار إلى أنه سيعمل مع ستان لوريل، ولكنه لم ينتج سوى أفلام قليلة من بكرتين من بطولة بينغ كروزبي. ظهر سينيت أمام الكاميرا في فيلم Hollywood Cavalcade عام 1939. في عام 1949، قدم لقطات وظهر للفيلم الكوميدي التجميعي Down Memory Lane عام 1949، من تأليف ورواية ستيف ألين. تمت رواية سيرته حياته في البرنامج التلفزيوني This is Your Life عام 1954،  وظهر بشكل شرفي في فيلم أبوت وكوستيلو يقابلون شرطة كيستون" (1955). وكانت آخر مساهمة له جديرة بالذكر هي برنامج Biography in Sound على إذاعة NBC يروي فيه ذكريات العمل مع دبليو سي فيلدز، وتم بثه في 28 فبراير 1956.

## الموت
مات ماك سنيت في 5 نوفمبر 1960، في وودلاند هيلز في كاليفورنيا عن عمر 80 عامًا. تم دفنه في مقبرة هولي كروس في كولفر سيتي.

## الإرث
- تم تكريم سينيت بنجمة على ممشى المشاهير في هوليوود في 6712 هوليوود بوليفارد لمساهمته في صناعة الأفلام السينمائية. تم إدخاله أيضًا في ممشى المشاهير في كندا عام 2014.
- في فيلم «قصة الماء»، وهو فيلم قصير عام 1961 من إخراج جان-لوك غودار وفرانسوا تروفو، أهدى المخرجان الفيلم إلى ماك سينيت.
- في عام 1974، كتب مايكل ستيوارت وجيري هيرمان المسرحية الموسيقية Mack & Mabel، حيث يروي قصة العلاقة الرومانسية بين سينيت ومابل نورماند.
- سينيت هو شخصية بارزة في المسرحية الموسيقية The Biograph Girl عام 1980 عن عصر الأفلام الصامتة.
- ألف بيتر لوفيسي رواية Keystone من عام 1983 وتضم شخصيات كثيرة من عالم كيستون، ومن بينهم سينيت.
- مثل دان أيكرويد دور ماك سينيت في فيلم تشابلن عام 1992، والذي لعب فيه روبرت داوني جونير دور البطولة.
- مثل جوزيف بيتي وأندريا ديك دور ماك سينيت ومابل نورماند، على التوالي، في الحلقة الثامنة من الموسم الثاني من مسلسل السيد سيلفريدج على ITV.

## وصلات خارجية
- ماك سينيت على موقع IMDb (الإنجليزية)
- ماك سينيت على موقع الموسوعة البريطانية (الإنجليزية)
- ماك سينيت على موقع ألو سيني (الفرنسية)
- ماك سينيت على موقع تيرنر كلاسيك موفيز (الإنجليزية)
- ماك سينيت على موقع أول موفي (الإنجليزية)
- ماك سينيت على موقع قاعدة بيانات برودواي على الإنترنت (الإنجليزية)
- ماك سينيت على موقع قاعدة بيانات برودواي على الإنترنت (الإنجليزية)
- ماك سينيت على موقع قاعدة بيانات الأفلام السويدية (السويدية)
- ماك سينيت على موقع إن إن دي بي (الإنجليزية)
- ماك سينيت على موقع قاعدة بيانات الفيلم (الإنجليزية)
- أعمال أو نبذة عن ماك سينيت على أرشيف الإنترنت
- ماك سينيت على موقع فايند أغريف
- Mack Sennett at Virtual History
- Mack Sennett papers, Margaret Herrick Library, Academy of Motion Picture Arts and Sciences